# Ich möchte Bundesrat werden
Pour plus de détails, voir Fiche technique et Distribution.
Ich möchte Bundesrat werden (litt. « j'aimerais devenir conseiller fédéral ») est un film documentaire suisse, réalisé par Tula Roy. Il est sorti en 1981.

## Synopsis
Douze enfants avec une déficience intellectuelle d'une école bâloise réalisent une enquête sur les thèmes "logement et métier". Ils abordent le problème de leur logement, ils aimeraient habiter avec des gens "normaux". En visitant des entreprises, ils se rendent compte des difficultés qu’ils auront à exercer les métiers qu’ils se sont choisis. Parallèlement, ils ouvrent un tea-room dans leur école pour un après-midi, puis décident d’ouvrir un café à Bâle, pour tout l’été 1981.

## Fiche technique
- Titre original : Ich möchte Bundesrat werden
- Titre français : J'aimerais devenir conseiller fédéral
- Réalisation : Tula Roy, Christoph Wirsing
- Scénario : Tula Roy, Wolfgang Suttner, Christoph Wirsing, Therese Zemp
- Image : Christoph Wirsing
- Son : Sandra M. Ross
- Montage : Christoph Wirsing, Tula Roy
- Musique : Mike Patzelt
- Production : Tula Roy, Christoph Wirsing
- Société de distribution : Film-Pool Zürich, Selecta-Film Fribourg
- Pays d'origine : Suisse
- Langue originale : allemand
- Genre : documentaire
- Durée : 94 minutes
- Date de sortie : Suisse 5.9.1981 (Bâle, Zurich), 5.5.1982 (DRS)